# Bevers saga
Bevers saga (o la saga de Boeve de Haumtone) es una de las sagas caballerescas, probablemente escrita a finales del siglo XII, una traducción al nórdico antiguo de una versión desconocida del poema épico anglo-normando Beuve de Hanstone. La copia más antigua conocida es un fragmento de mediados del siglo XIV, resaltando dos copias islandesas fechadas hacia 1400 y 1470. Existió otra copia conocida y significativamente distinta que se perdió en el incendio de Estocolmo, el 7 de mayo de 1697, pero un fragmento manuscrito de ese texto sobrevivió. 